# Aziz Tafer
Aziz Tafer, né le 17 juin 1984 à Nice (Alpes-Maritimes) est un footballeur franco-algérien, évoluant au poste de milieu défensif.

## Carrière
- janvier - décembre 2005 : IFK Norrköping en Championnat de Suède D2
- janvier - décembre 2006 : SV Elversberg en Regionalliga Sud (D3)
- janvier -juin 2007 : Entente sportive de Sétif en Championnat d'Algérie
- 2007 - 2008 : sans club (essais en Suisse)[1],[2],[3]
- 2008 - 2012 : FC Gloria Buzau en Championnat de Roumanie et Championnat de Roumanie D2
- 2012 - 2014 : Club sportif constantinois en Championnat d'Algérie
- 2014 - 2015 : Grenoble Foot 38 en Championnat de France amateur

## Palmarès
- Champion d'Algérie en 2007 avec l'ES Sétif
- Vainqueur de la Ligue des champions arabe en 2007 avec l'ES Sétif